# Gösta Reuterswärd (1892–1980)
Nils Gösta Reuterswärd, född 1 april 1892 i Stockholm, död 7 december 1980 i Oscars församling i Stockholm, var en svensk trädgårds- och landskapsarkitekt, verksam under 1900-talets första hälft.

## Biografi
Reuterswärd var trädgårdsdirektör vid Kungliga järnvägsstyrelsen 1938–1960. Han hade en enkel regel: skym det ifrågasatta trädet med handen; upplevs då en saknad så spara trädet, annars fäll det. Han gifte sig 1923 med skådespelerskan Jenny Hasselquist (1894–1978) och 1927 med konstnärinnan Märtha Hjortzberg (1892–1968), och är far till producenten Måns Reuterswärd (född 1932).
Reutersvärd gav ut flera böcker om trädgård och blommor samt barnböcker. Han är begravd på Galärvarvskyrkogården i Stockholm.

## Verk i urval
- Villa Bonnier, trädgårdsdesign i samarbete med byggnadens arkitekt Ragnar Östberg, 1925 [10]
- Ulriksdals slott, 1935 [11]